# Four Anniversaries
Four Anniversaries è una composizione per pianoforte scritta nel 1948 dal compositore americano Leonard Bernstein.

## Storia
Four Anniversaries consiste in quattro movimenti, ciascuno scritto per una persona diversa nella vita di Bernstein. Leonard Bernstein ha composto quattro opere utilizzando lo stesso concetto: Seven Anniversaries (1943), Four Anniversaries (1948), Five Anniversaries (1949–1951) e Thirteen Anniversaries (completato nel 1988). Ogni movimento celebra il compleanno di una persona diversa, come Serge Koussevitzky, Paul Bowles, William Schuman, Stephen Sondheim e Aaron Copland. I quattro anniversari sono dedicati a Felicia Montealegre, Johnny Mehegan, David Diamond ed Helen Coates.

Il critico Herbert Livingston ha descritto così ''Quattro Anniversari'':
Il primo scritto con moderazione e colto lirismo, è sereno e simile a una canzone. Segue un breve scherzo bisbetico, interessante principalmente per le sorprese ritmiche; un lento pezzo elegiaco liberamente contrappuntistico nella struttura e un vigoroso finale, anch'esso prevalentemente contrappuntistico, che coinvolge repentini estremi mutamenti dinamici.
Fu eseguito per la prima volta da Eudice Podis al pianoforte il 1º ottobre 1948 a Cleveland, Ohio.

## Movimenti
- "Per Felicia Montealegre (6 febbraio 1922)". Il primo movimento è stato scritto per la moglie di Leonard Bernstein, Felicia Montealegre, un'attrice cilena. Questo movimento è annotato Tranquillo: piacevole e poi Pochissimo più mosso,[2] che significa "un po 'più veloce". Il movimento inizia con un piano e termina con pianississimo che crea l'atmosfera per il movimento successivo.
- "Per Johnny Mehegan (6 giugno 1920)". Il secondo movimento è dedicato a Johnny Mehegan, un pianista jazz. Annotato Agitato: scherzando, questo movimento ha la sensazione giocosa di uno scherzo e la sincope di ciò che potrebbe essere sentito come improvvisazione jazz. Per bilanciare il primo movimento, inizia in pianississimo dove termina il primo movimento e termina in pianissimo.
- "Per David Diamond (9 luglio 1915)". Il terzo movimento è stato composto per David Leo Diamond, anche lui un affermato compositore. "La sua musica era caratterizzata dalle sue strutture classiche e dal suo forte senso melodico."[3] Questo movimento rappresenta lo stile di Diamond. C'è un forte senso della linea melodica e del carattere e poiché è contrassegnato da Andantino, la linea melodica fluida può essere collegata al primo movimento. Come i due movimenti precedenti, questo movimento inizia dolcemente con un piano, finendo sul pianissimo.
- "Per Helen Coates (19 luglio 1899)". Helen Coates era un'amica di lunga data di Leonard Bernstein. Non era solo la sua insegnante di pianoforte da bambino, ma in seguito divenne la sua segretaria personale. Non c'è da meravigliarsi quindi che l'ultimo movimento sia il più lungo e il più tecnicamente difficile. Questo è l'unico movimento che inizia e finisce con il forte.

## Conclusioni
I quattro movimenti si completano a vicenda in quanto rimangono unici e rappresentativi di quella unica persona per cui sono stati scritti. Il brano prende forma dalla forma barocca della sonata da chiesa alternando i movimenti da lento-veloce-lento-veloce. Ci sono temi comuni e un senso di tonalità che aiutano a riunire il lavoro. Donald Truesdell cita James Tocco, pianista, che arriva al cuore del pezzo:
Lenny potrebbe non essere d'accordo con me, ma si trova molto di più su di lui negli Anniversaries che delle persone a cui sono dedicati. Sento che Lenny potrebbe essere stato attratto da certe caratteristiche di una personalità che in qualche modo rifletteva qualcosa in se stesso, aspetti della sua personalità che desiderava sviluppare.
Leonard Bernstein compose Four Anniversaries for the Piano per commemorare i compleanni di quattro persone importanti nella sua vita e il risultato sono quattro movimenti individuali che formano un pezzo coerente.